# Physiphora africana
Physiphora africana är en tvåvingeart som först beskrevs av Friedrich Georg Hendel 1909.  Physiphora africana ingår i släktet Physiphora och familjen fläckflugor. Inga underarter finns listade i Catalogue of Life.